# Niwiska (gromada w powiecie zielonogórskim)
Niwiska – dawna gromada, czyli najmniejsza jednostka podziału terytorialnego Polskiej Rzeczypospolitej Ludowej w latach 1954–1972.
Gromady, z gromadzkimi radami narodowymi (GRN) jako organami władzy najniższego stopnia na wsi, funkcjonowały od reformy reorganizującej administrację wiejską przeprowadzonej jesienią 1954 do momentu ich zniesienia z dniem 1 stycznia 1973, tym samym wypierając organizację gminną w latach 1954–1972.
Gromadę Niwiska z siedzibą GRN w Niwiskach utworzono – jako jedną z 8759 gromad na obszarze Polski – w powiecie nowosolskim w woj. zielonogórskim na mocy uchwały nr V/18/54 WRN w Zielonej Górze z dnia 5 października 1954. W skład jednostki weszły obszary dotychczasowych gromad Niwiska, Kaczeniec i Kamionka ze zniesionej gminy Broniszów oraz obszar dotychczasowej gromady Kotowice ze zniesionej gminy Nowogród Bobrzański w tymże powiecie.
1 stycznia 1955 gromadę włączono do powiatu żagańskiego w tymże województwie, gdzie ustalono dla niej 13 członków gromadzkiej rady narodowej.
1 stycznia 1958 gromadę włączono do powiatu zielonogórskiego w tymże województwie.
1 stycznia 1959 do gromady Niwiska włączono przysiółek Skibice (należący do wsi Przybymierz) z gromady Nowogród Bobrzański w tymże powiece oraz wieś Urzuty z nowo utworzonej gromady Chotków w powiecie żagańskim w tymże województwie.
Gromada przetrwała do końca 1972 roku, czyli do kolejnej reformy gminnej.